# Anisha Singh
Anisha Singh es una empresaria y emprendedora india. Es cofundadora de She Capital, un fondo que invierte en el desarrollo de empresas dirigidas por mujeres. También es la cofundadora y ex directora ejecutiva de Mydala, la plataforma proveedora de cupones más grande de la India. Además, es presidenta del jurado de la iniciativa de Mujeres de Asia Meridional impulsado por Cartier.

## Biografía
Cuando era niña todos la ignoraban, nadie se fijaba en ella; todo ello le originó miedo. Pero al paso del tiempo fue canalizando ese miedo, en ese momento se dio cuenta de que el miedo puede llevarte a conseguir cosas que nadie imagina.
Le enviaron una solicitud para la escuela de posgrado en los Estados Unidos, donde encontró un profesor donde le ayudó a crecer en su talento, en la clase de Sistemas de la información. A partir de entonces  empezó a investigar sobre la tecnología.
Realizó unas prácticas para una mujer llamada Julie Holdren que dirigía el Group Olympus.

## Formación
Graduada en College of art de Delhi. Estudió en la Universidad Americana, Máster en Comunicación Política, el año 2000. Estudió en la Universidad Americana MBA de Sistemas de Información.

## Carrera Profesional
Anisha fundó y dirigió una empresa de contenido de tecnología digital llamada Kinis Software Solutions. Anisha comenzó su carrera trabajando con la Administración Clinton en una iniciativa llamada Springboard que ayudó a las mujeres emprendedoras a recaudar fondos.
Después Anisha Singh cofundó mydala junto con Arjun Basy y Ashish Bhatnagar en 2009. Mydala nació con la misión de ayudar a los usuarios a obtener un mayor valor con recursos que están cerca de ellos.
Mydala es la segunda compañía con la que Anisha Singh ha trabajado. En ese tiempo, ha colaborado con más de 130 K comerciantes y 38 M de usuarios en 209 ciudades. La compañía es líder en el mercado, con 200 K transacciones por día.
Su meta ahora es ayudar a construir un futuro donde las historias de éxito de mujeres sean aceptadas como la norma y no como una excepción.
En diciembre de 2020, fue nombrada miembro de la junta directiva de la empresa Clovia.

## Otros hechos
- Ganó el concurso Zee TV Outstanding Young Entrepreneur 2016 y el e-INC / eTales Award en e-Commerce de Entrepreneur del Año 2016.[2]

- En 2018, Chunchbase la incluyó en el Top 7 mujeres directivas fuera de los EE. UU.[2]

- Anisha ganó el premio a Las marcas y líderes más emprendedoras de Asia en 2018.[2]

- Fue reconocida como una de las 50 mujeres más influyentes en Asia en la categoría de negocios.[2]

- Es una profesional en el  emprendimiento participó  en conferencias internacionales como Mobile World Congress, Wired, Tedx, The Boao Forum y Start-up India.[2]

- Obtuvo un puesto de consejera en la Kogod School of Business, American University.[2]

- Hizo de juez en el reality show de startups llamado Dropout Pvt Ltd. de MTV.[2]

- Toca el saxofón.[6]